# Cody Miller
Cody Miller (Billings, 9 de enero de 1992) es un deportista estadounidense que compitió en natación, especialista en el estilo braza.
Participó en los Juegos Olímpicos de Río de Janeiro 2016, obteniendo dos medallas, oro en 4 × 100 m estilos y bronce en 100 m braza.
Ganó tres medallas en el Campeonato Mundial de Natación en Piscina Corta, en los años 2014 y 2016, y una medalla de plata en los Juegos Panamericanos de 2019.
Estudió Administración de empresas en la Universidad de Indiana.

## Palmarés internacional
| Juegos Olímpicos                    | Juegos Olímpicos        | Juegos Olímpicos  | Juegos Olímpicos  |
| Año                                 | Lugar                   | Medalla           | Prueba            |
| ----------------------------------- | ----------------------- | ----------------- | ----------------- |
| 2016                                | Río de Janeiro (Brasil) | Medalla de oro    | 4 × 100 m estilos |
| 2016                                | Río de Janeiro (Brasil) | Medalla de bronce | 100 m braza       |
| Campeonato Mundial en Piscina Corta |                         |                   |                   |
| Año                                 | Lugar                   | Medalla           | Prueba            |
| 2014                                | Doha (Catar)            | Medalla de plata  | 4 × 100 m estilos |
| 2014                                | Doha (Catar)            | Medalla de bronce | 4 × 50 m estilos  |
| 2016                                | Windsor (Canadá)        | Medalla de plata  | 4 × 50 m estilos  |
| Juegos Panamericanos                |                         |                   |                   |
| Año                                 | Lugar                   | Medalla           | Prueba            |
| 2019                                | Lima (Perú)             | Medalla de plata  | 100 m braza       |